# Armadillidium gestroi
Armadillidium gestroi is een pissebed uit de familie Armadillidiidae. De wetenschappelijke naam van de soort is voor het eerst geldig gepubliceerd in 1900 door Tua.